# شیگه‌ساتو ایتوی
شیگه‌ساتو ایتوی (به ژاپنی: 糸井 重里 Itoi Shigesato) یک کپی رایتر، مقاله‌نویس، ترانه‌سرا، طراح بازی و بازیگر ژاپنی است.